# Milano-Sanremo 2021
La Milano-Sanremo 2021, centododicesima edizione della corsa, valida come sesta prova dell'UCI World Tour 2021 categoria 1.UWT, si svolse il 20 marzo 2021 su un percorso di 299 km, con partenza da Milano e arrivo a Sanremo, in Italia. La vittoria fu appannaggio del belga Jasper Stuyven, il quale completò il percorso in 6h38'06", alla media di 45,064 km/h, precedendo l'australiano Caleb Ewan e il connazionale Wout Van Aert.
Sul traguardo di Sanremo 169 ciclisti, su 172 partiti da Milano, portarono a termine la competizione.

## Squadre e corridori partecipanti
| N.      | Cod. | Squadra                     |
| ------- | ---- | --------------------------- |
| 1-7     | TJV  | Jumbo-Visma                 |
| 11-17   | ACT  | AG2R Citroën Team           |
| 21-27   | AFC  | Alpecin-Fenix               |
| 31-37   | ANS  | Androni Giocattoli-Sidermec |
| 41-47   | AST  | Astana-Premier Tech         |
| 51-57   | TBV  | Bahrain Victorious          |
| 61-67   | BCF  | Bardiani-CSF-Faizanè        |
| 71-77   | BOH  | Bora-Hansgrohe              |
| 81-87   | COF  | Cofidis                     |
| 91-97   | DQT  | Deceuninck-Quick Step       |
| 101-107 | EFN  | EF Education-Nippo          |
| 111-117 | GFC  | Groupama-FDJ                |
| 121-127 | IGD  | Ineos Grenadiers            |

| N.      | Cod. | Squadra                  |
| ------- | ---- | ------------------------ |
| 131-137 | IWG  | Intermarché-Wanty-Gobert |
| 141-147 | ISN  | Israel Start-Up Nation   |
| 151-157 | LTS  | Lotto Soudal             |
| 161-167 | MOV  | Movistar Team            |
| 171-177 | ARK  | Team Arkéa-Samsic        |
| 181-187 | BEX  | Team BikeExchange        |
| 191-197 | DSM  | Team DSM                 |
| 201-207 | TNN  | Team Novo Nordisk        |
| 211-217 | TQA  | Team Qhubeka Assos       |
| 221-227 | TDE  | Total Direct Énergie     |
| 231-237 | TFS  | Trek-Segafredo           |
| 241-247 | UAD  | UAE Team Emirates        |

## Ordine d'arrivo (Top 10)
| Pos. | Corridore            | Squadra      | Tempo    |
| ---- | -------------------- | ------------ | -------- |
| 1    | Jasper Stuyven       | Trek         | 6h38'06" |
| 2    | Caleb Ewan           | Lotto        | s.t.     |
| 3    | Wout Van Aert        | Jumbo        | s.t.     |
| 4    | Peter Sagan          | Bora         | s.t.     |
| 5    | Mathieu van der Poel | Alpecin      | s.t.     |
| 6    | Michael Matthews     | BikeExchange | s.t.     |
| 7    | Alex Aranburu        | Astana       | s.t.     |
| 8    | Sonny Colbrelli      | Bahrain      | s.t.     |
| 9    | Søren Kragh Andersen | DSM          | s.t.     |
| 10   | Anthony Turgis       | Total        | s.t.     |